# Зонк (игра в кости)

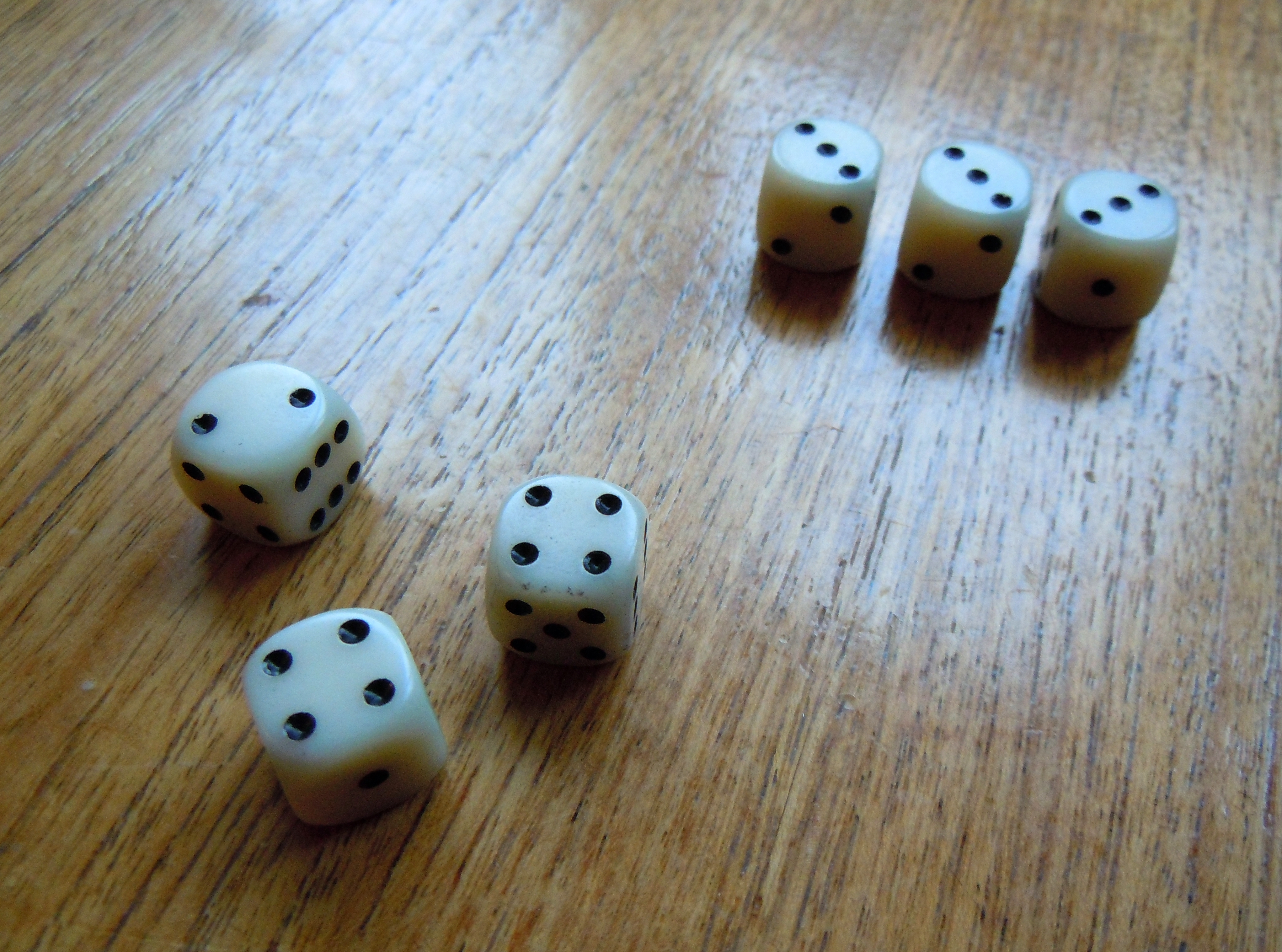
Кости, используемые в игре

Зонк (англ. Farkle, Zonk) — игра в кости. Происхождение этой игры как народной неизвестно, но наборы для игры были в продаже с 1982 года. В то время как основные правила игры хорошо известны, существует очень много вариаций этой игры.

## Игровой инвентарь
- Игральные кости в количестве 6 штук (некоторые разновидности игры предусматривали 5 костей)

- Лист бумаги для подсчёта очков, ручка или карандаш

## Правила игры

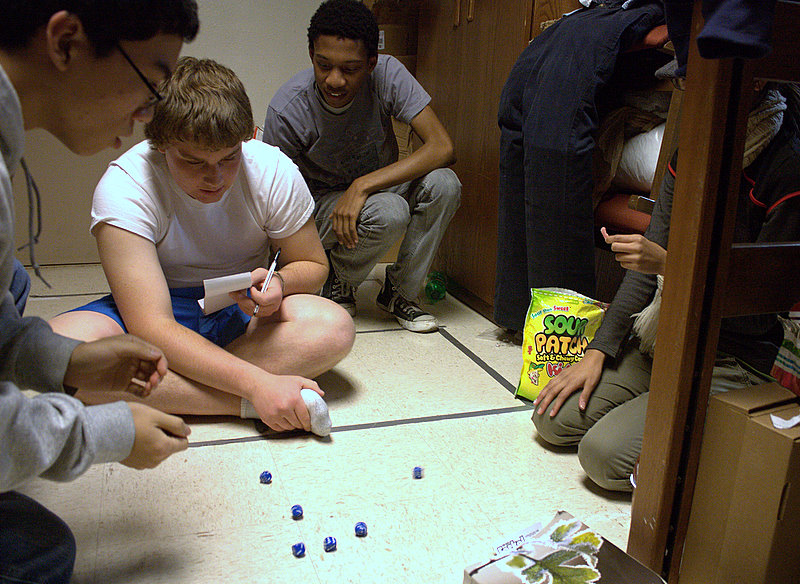
Студенты, играющие в зонк

В зонк играют 2 игрока и более, в таком случае счет ведется до 5 000 или 10 000 очков. Если играет один игрок, он стремится набрать как можно больше очков за 10 раундов, зачастую до определенной планки (например, 5 000 очков), достижение которой приносит игроку победу	
- В начале каждого раунда игрок бросает все кости.
- После каждого броска он должен оставить кости в определенных комбинациях, которые принесут ему очки.
- Если во время любого броска оставшиеся кости собрать в комбинации нельзя, - эта ситуация называется "зонк" и все очки игрока, которые он заработал за раунд, сгорают. В некоторых разновидностях после трёх зонков подряд игрок теряет ещё 500 (или 1000) очков.
- Игрок может остановить свой ход (зачастую только в том случае, если за раунд он набрал 300 очков и более). Тогда его очки записываются в таблицу. Но у него есть право продолжать бросать кости, однако со временем вероятность выпадение зонка (отсутствие комбинаций из оставшихся костей) постепенно увеличивается.
- Если за раунд все 6 костей были собраны в различные комбинации, игрок получает право на призовой бросок, от которого он имеет право отказаться.
- После того, как очки за раунд были сохранены и записаны, ход передается следующему игроку (обычно по часовой стрелке)
- Как только игрок добился количества очков, необходимых для победы, остальные игроки имеют право на еще один раунд, чтобы превзойти эту планку. Если ни одному из противников сделать этого не удалось или они отказались от этого права, этому игроку присуждается победа.

## Комбинации
Каждая комбинация, полученная в результате броска, приносит очки. 
Список комбинаций:
| Название                     | Очки                                              | Пример        | Примечания |
| ---------------------------- | ------------------------------------------------- | ------------- | --- |
| Единицы                      | 100 за каждую                                     |               | Комбинация из трех единиц дает 1000 очков. Однако в различных вариациях правил четвертая единица дает как 100, так и 1000 очков.                                               |
| Пятерки                      | 50 за каждую                                      |               | Комбинация из трех пятерок дает 500 очков. Однако в различных вариациях правил четвертая пятерка дает как 50, так и 500 очков.                                                 |
| Три одинаковых               |                                                   |               | |
| Единицы                      | 1000                                              |               | |
| Двойки                       | 200                                               |               | |
| Тройки                       | 300                                               |               | |
| Четверки                     | 400                                               |               | |
| Пятерки                      | 500                                               |               | |
| Шестерки                     | 600                                               |               | |
| Специальные                  |                                                   |               | |
| Четвертая/пятая/шестая кость | Приносит столько же, сколько три предыдущих кости | + = 300 + 300 | Это касается и пятой, и шестой кости. В некоторых вариантах правил четвертая кость не обладает этим свойством.                                                                 |
| Три пары                     | 750 и призовой бросок                             |               | Если выпали 4 кости одного достоинства и 2 другого (например, ), эта комбинация 750 очков не принесет. Кроме того, комбинацию "три пары" можно получить только за один бросок. |
| Шесть разных                 | 1500 (1000) и призовой бросок                     |               | В других вариантах правил эта сумма может быть несгораемой или за эту комбинацию дается 1500 очков.                                                                            |

Ниже приведены вероятности выпадения тех или иных комбинаций при броске 6 костей:
| Комбинация                   | Вероятность выпадения |
| ---------------------------- | --------------------- |
| Три одинаковых               | 1 к 3,24 (30,864%)    |
| Четыре одинаковых            | 1 к 20,736 (4,823%)   |
| Три пары                     | 1 к 25,92 (3,858%)    |
| Шесть разных                 | 1 к 64,8 (1,543%)     |
| Две группы по три одинаковых | 1 к 155,52 (0,643%)   |
| Пять одинаковых              | 1 к 259,2 (0,386%)    |
| Шесть одинаковых             | 1 к 7776 (0,013%)     |

Ниже приведены вероятности выпадения зонка при броске 6 костей:
| Количество костей | Вероятность выпадения зонка |
| ----------------- | --------------------------- |
| 6                 | 50 к 439 (8.78%)            |
| 5                 | 32 к 243 (13.17%)           |
| 4                 | 16 к 81 (19.75%)            |
| 3                 | 5 к 18 (27.78%)             |
| 2                 | 4 к 9 (44,44%)              |
| 1                 | 2 к 3 (66,67%)              |

Ниже приведены вероятности выпадения права призового броска в зависимости от количества костей:
| Количество костей | Вероятность выпадения права призового броска |
| ----------------- | -------------------------------------------- |
| 6                 | 1 к 12 (8,33%)                               |
| 5                 | 1 к 32 (3,125%)                              |
| 4                 | 1 к 25 (4%)                                  |
| 3                 | 1 к 18 (5,55%)                               |
| 2                 | 1 к 9 (11,11%)                               |
| 1                 | 1 к 3 (33,33%)                               |